# 대한민국의 박물관 목록
대한민국의 박물관 목록을 가나다 순으로 정렬한 표이다. 국립, 공립, 사립, 대학교, 지역별 등의 구분은 맨 아래 부분에 위치한 각 지역별 문서를 참고.

## ㄱ
| 박물관                      | 종류   | 주소                                             | 웹사이트                                                                   |
| --------------------------- | ------ | ------------------------------------------------ | -------------------------------------------------------------------------- |
| 가일미술관                  | 사립   | 경기도 가평군 청평면 북한강로 1549               | [ 깨진 링크 ( 과거 내용 찾기 ) ]                                           |
| 가천박물관                  | 사립   | 인천광역시 연수구 청량로102번길 40-9             | 보관됨 2007-12-18 - 웨이백 머신                                            |
| 가회박물관                  | 사립   | 서울특별시 종로구 북촌로12길 17                  | 보관됨 2008-10-26 - 웨이백 머신                                            |
| 간송미술관                  | 사립   | 서울특별시 성북구 성북로 102-11                  |                                                                            |
| 강릉시오죽헌시립박물관      | 공립   | 강원특별자치도 강릉시 율곡로3139번길 24          |                                                                            |
| 국립강릉원주대학교 박물관   | 대학교 | 강원특별자치도 강릉시 죽헌길 7 본관 4층          | [ 깨진 링크 ( 과거 내용 찾기 ) ]                                           |
| 강원대학교 중앙박물관       | 대학교 | 강원특별자치도 춘천시 강원대학길 1               |                                                                            |
| 강진청자자료박물관          | 공립   | 전라남도 강진군 대구면 청자촌길 33               |                                                                            |
| 거제민속박물관              | 사립   | 경상남도 거제시 연초면 대금산로 339-7            |                                                                            |
| 거제박물관                  | 사립   | 경상남도 거제시 거제대로 3791                    |                                                                            |
| 거창박물관                  | 공립   | 경상남도 거창군 거창읍 수남로 2181               |                                                                            |
| 건강과 성박물관             | 사립   | 제주특별자치도 서귀포시 안덕면 일주서로 1611     |                                                                            |
| 건국대학교 박물관           | 대학교 | 서울특별시 광진구 능동로 120                     | [ 깨진 링크 ( 과거 내용 찾기 ) ]                                           |
| 결성농요내포농사박물관      | 사립   | 충청남도 홍성군 결성면 구성남로 91               |                                                                            |
| 경기대학교 박물관           | 대학교 | 경기도 수원시 영통구 광교산로 154-42             |                                                                            |
| 경기도미술관                | 공립   | 경기도 안산시 단원구 동산길 36                   |                                                                            |
| 경기도박물관                | 공립   | 경기도 용인시 기흥구 상갈로 6                    |                                                                            |
| 경기도자박물관              | 공립   | 경기도 광주시 곤지암읍 경충대로 727              | 보관됨 2014-04-13 - 웨이백 머신                                            |
| 경남대학교 박물관           | 대학교 | 경상남도 창원시 마산합포구 경남대학로 7          |                                                                            |
| 경기도어린이 박물관         | 공립   | 경기도 용인시 기흥구 상갈로 6 상길근린공원       | 보관됨 2014-04-30 - 웨이백 머신                                            |
| 경보화석박물관              | 사립   | 경상북도 영덕군 남정면 동해대로 3763             |                                                                            |
| 경북과학대학박물관          | 대학교 | 경상북도 칠곡군 기산면 지산로 634                |                                                                            |
| 경북대학교 박물관           | 대학교 | 대구광역시 북구 대학로 80                        |                                                                            |
| 경북대학교 자연사박물관     | 대학교 | 대구광역시 군위군 효령면 경북대로 2228           | 보관됨 2014-04-07 - 웨이백 머신                                            |
| 경상대학교 박물관           | 대학교 | 경상남도 진주시 진주대로 501                     |                                                                            |
| 경성대미술관                | 대학교 | 부산광역시 남구 대연동 110-1                     | [http://                                                                   |
| 경성대학교 박물관           | 대학교 | 부산광역시 남구 대연동 314-79                    |                                                                            |
| 경운박물관                  | 사립   | 서울특별시 강남구 삼성로 29 경기여고내           |                                                                            |
| 경주대학교 박물관           | 대학교 | 경상북도 경주시 태종로 188                       | [http://                                                                   |
| 경희대학교 중앙박물관       | 대학교 | 서울특별시 동대문구 경희대로 26                  |                                                                            |
| 경희대학교 자연사박물관     | 대학교 | 서울특별시 동대문구 경희대로 26                  |                                                                            |
| 경희대학교 혜정박물관       | 대학교 | 경기도 용인시 기흥구 덕영대로 1732               |                                                                            |
| 계명대학교 행소박물관       | 대학교 | 대구광역시 달서구 달구벌대로 1095                |                                                                            |
| 계룡산자연사박물관          | 사립   | 충청남도 공주시 반포면 임금봉길 49-25            |                                                                            |
| 계성종이역사박물관          | 사립   | 서울특별시 종로구 율곡로 194                     | [http://                                                                   |
| 고려대학교 박물관           | 대학교 | 서울특별시 성북구 안암로 145                     |                                                                            |
| 고성공룡박물관              | 공립   | 경상남도 고성군 하이면 자란만로 618              |                                                                            |
| 고성탈박물관                | 사립   | 경상남도 고성군 고성읍 율대2길 23                |                                                                            |
| 공군사관학교박물관          | 대학교 | 충청북도 청원군 남일면 쌍수리 사서함 335-1       | [http://                                                                   |
| 공주교대박물관              | 대학교 | 충청남도 공주시 웅진로 27                        | [http://                                                                   |
| 공주민속극박물관            | 사립   | 충청남도 공주시 의당면 돌모루2길 17-15           | [http://                                                                   |
| 관동대학교 박물관           | 대학교 | 강원도 강릉시 범일로579번길 24                   |                                                                            |
| 관세박물관                  | 국립   | 서울특별시 강남구 언주로 721                     | [ 깨진 링크 ( 과거 내용 찾기 ) ]                                           |
| 광주광역시립미술관          | 공립   | 광주광역시 북구 하서로 52                        |                                                                            |
| 광주광역시립민속박물관      | 공립   | 광주광역시 북구 서하로 48-25                     |                                                                            |
| 광주교육대학교 교육박물관   | 대학교 | 광주광역시 북구 필문대로 55                      | [http://                                                                   |
| 교과서박물관                | 사립   | 세종특별자치시 연동면 내판리 산25-1              |                                                                            |
| 국립경주박물관              | 국립   | 경상북도 경주시 일정로 186                       |                                                                            |
| 국립경찰박물관              | 국립   | 서울특별시 종로구 송월길 162                     | http://www.policemuseum.go.kr/                                             |
| 국립고궁박물관              | 국립   | 서울특별시 종로구 효자로 12                      |                                                                            |
| 국립공주대학교 박물관       | 대학교 | 충청남도 공주시 공주대학로 56                    | [http://                                                                   |
| 국립공주박물관              | 국립   | 충청남도 공주시 관광단지길 34                    |                                                                            |
| 국립광주박물관              | 국립   | 광주광역시 북구 하서로 110                       |                                                                            |
| 국립김해박물관              | 국립   | 경상남도 김해시 가야의길 190                     |                                                                            |
| 국립나주박물관              | 국립   | 전라남도 나주시 반남면 고분로 747                | https://naju.museum.go.kr/                                                 |
| 국립낙동강생물자원관        | 국립   | 경상북도 상주시 도남2길 137                      |                                                                            |
| 국립농업박물관              | 국립   | 경기도 수원시 권선구 수인로 154                  | https://www.namuk.or.kr/sites/kr/index.do                                  |
| 국립대구박물관              | 국립   | 대구광역시 수성구 청호로 321                     |                                                                            |
| 국립대한민국임시정부기념관  | 국립   | 서울특별시 서대문구 현저동 통일로 279-24         |                                                                            |
| 국립등대박물관              | 국립   | 경상북도 포항시 남구 호미곶면 해맞이로150번길 20 |                                                                            |
| 국립민속박물관              | 국립   | 서울특별시 종로구 삼청로 37                      |                                                                            |
| 국립부여박물관              | 국립   | 충청남도 부여군 부여읍 금성로 5                  |                                                                            |
| 국립산악박물관              | 국립   | 강원도 속초시 미시령로 3054                      | https://www.forest.go.kr/newkfsweb/kfs/idx/SubIndex.do?orgId=nmm&mn=KFS_37 |
| 국립소록도병원 한센병박물관 | 국립   | 전라남도 고흥군 도양읍 소록해안길 82             |                                                                            |
| 국립어린이과학관            | 국립   | 서울특별시 종로구 창경궁로 215                   |                                                                            |
| 국립여성사전시관            | 국립   | 경기도 고양시 덕양구 화중로 104번길 50           | http://eherstory.mogef.go.kr/                                              |
| 국립익산박물관              | 국립   | 전북특별자치도 익산시 금마면 미륵사지로 362      | https://iksan.museum.go.kr/                                                |
| 국립일제강제동원역사관      | 국립   |                                                  |                                                                            |
| 국립전주박물관              | 국립   | 전북특별자치도 전주시 완산구 쑥고개로 249        |                                                                            |
| 국립제주박물관              | 국립   | 제주특별자치도 제주시 일주동로 17                |                                                                            |
| 국립중앙과학관              | 국립   | 대전광역시 유성구 대덕대로 481                   |                                                                            |
| 국립중앙박물관              | 국립   | 서울특별시 용산구 서빙고로 137                   |                                                                            |
| 국립진주박물관              | 국립   | 경상북도 진주시 남강로 626-35                    |                                                                            |
| 국립청주박물관              | 국립   | 충청북도 청주시 상당구 명암로 143                |                                                                            |
| 국립춘천박물관              | 국립   | 강원도 춘천시 우석로 70                          |                                                                            |
| 국립해양유물전시관          | 국립   | 전라남도 목포시 남농로 136                       |                                                                            |
| 국립현대미술관              | 국립   | 경기도 과천시 광명로 313                         | 보관됨 2015-02-13 - 웨이백 머신                                            |
| 국민대학교 박물관           | 대학교 | 서울특별시 성북구 정릉로 77                      |                                                                            |
| 국립군산대학교 박물관       | 대학교 | 전북특별자치도 군산시 대학로 558                 | 보관됨 2012-01-19 - 웨이백 머신                                            |
| 국악박물관                  | 국립   | 서울특별시 서초구 남부순환로 2364                | [ 깨진 링크 ( 과거 내용 찾기 ) ]                                           |
| 군립의령박물관              | 공립   | 경상남도 의령군 의령읍 의병로24길 25-7           | [ 깨진 링크 ( 과거 내용 찾기 ) ]                                           |
| 금구원조각전시관            | 사립   | 전북특별자치도 부안군 변산면 조각공원길 31       |                                                                            |
| 금오민속박물관              | 사립   | 경상북도 구미시 무을면 상무로 1227-8             |                                                                            |
| 금호미술관                  | 사립   | 서울특별시 종로구 삼청로 18                      |                                                                            |
| 김영갑갤러리두모악미술관    | 사립   | 제주특별자치도 서귀포시 성산읍 삼달로 137        |                                                                            |
| 김포다도박물관              | 사립   | 경기도 김포시 월곶면 애기봉로275번길 187-49      | [http://                                                                   |

## ㄴ
| 박물관         | 종류 | 주소                                        | 웹사이트                         |
| -------------- | ---- | ------------------------------------------- | -------------------------------- |
| 나절로미술관   | 사립 | 전라남도 진도군 임회면 진도대로 3886        |                                  |
| 나주배박물관   | 공립 | 전라남도 나주시 금천면 영산로 5838          |                                  |
| 남송미술관     | 사립 | 경기도 가평군 북면 백둔로 322               |                                  |
| 남진미술관     | 사립 | 전라남도 진도군 임회면 하미길 39            |                                  |
| 남철미술관     | 사립 | 대전광역시 서구 갈마로 173-1                |                                  |
| 남포미술관     | 사립 | 전라남도 고흥군 영남면 팔영로 1081          |                                  |
| 남해향토역사관 | 공립 | 경상남도 남해군 서면 남서대로1687번길 28-12 | [ 깨진 링크 ( 과거 내용 찾기 ) ] |
| 농업박물관     | 사립 | 서울특별시 중구 새문안로 16                 | 보관됨 2008-12-07 - 웨이백 머신  |

## ㄷ,ㄹ
| 박물관                      | 종류   | 주소                                                              | 웹사이트                                                            |
| --------------------------- | ------ | ----------------------------------------------------------------- | ------------------------------------------------------------------- |
| 다산미술관                  | 사립   | 전라남도 화순군 남면 다공길 25                                    |                                                                     |
| 단국대학교 석주선기념박물관 | 대학교 | 경기도 용인시 수지구 죽전로 152                                   |                                                                     |
| 당림미술관                  | 사립   | 충청남도 아산시 송악면 외암로1182번길 34-19                       |                                                                     |
| 대관령박물관                | 공립   | 강원도 강릉시 성산면 대관령옛길 1                                 |                                                                     |
| 대구가톨릭대학교 박물관     | 대학교 | 경상북도 경산시 하양읍 하양로 13-13                               |                                                                     |
| 대구교육대학교 교육박물관   | 대학교 | 대구광역시 남구 중앙대로 219                                      |                                                                     |
| 대구대학교 박물관           | 대학교 | 경상북도 경산시 진량읍 대구대로 201                               |                                                                     |
| 대구섬유박물관              | 공립   | 대구광역시 동구 팔공로 227                                        |                                                                     |
| 대구한의대학교 박물관       | 대학교 | 경상북도 경산시 한의대로 1                                        |                                                                     |
| 대림미술관                  | 사립   | 서울특별시 종로구 자하문로4길 21                                  |                                                                     |
| 대성동고분박물관            | 공립   | 경상남도 김해시 가야의길 126                                      |                                                                     |
| 대원사티벳박물관            | 사립   | 전라남도 보성군 문덕면 죽산길 520-1                               |                                                                     |
| 대전대학교 박물관           | 대학교 | 대전광역시 동구 대학로 62                                         |                                                                     |
| 대전보건대학박물관          | 대학교 | 대전광역시 동구 충정로 21                                         |                                                                     |
| 대전시립미술관              | 공립   | 대전광역시 서구 둔산대로 155                                      | 보관됨 2014-05-28 - 웨이백 머신                                     |
| 대전역사박물관              | 공립   | 대전광역시 유성구 도안대로 398                                    |                                                                     |
| 대청댐물문화관              | 사립   | 대전광역시 대덕구 대청로 618-136                                  |                                                                     |
| 대한민국술테마박물관        | 공립   | 전북특별자치도 완주군 구이면 덕천전원길 232-58                    | https://www.sulmuseum.kr:444/index.9is?contentUid=ff8080814d9805550 |
| 더리미미술관                | 사립   | 인천광역시 강화군 선원면 선원사지로51번길 14                      |                                                                     |
| 덕성여자대학교 박물관       | 대학교 | 서울특별시 도봉구 삼양로144길 33                                  |                                                                     |
| 덕수궁미술관                | 국립   | 서울특별시 중구 세종대로 99                                       | 보관됨 2015-02-13 - 웨이백 머신                                     |
| 덕포진교육박물관            | 사립   | 경기도 김포시 대곶면 덕포진로103번길 90                           | 보관됨 2015-09-25 - 웨이백 머신                                     |
| 도갑사성보관                | 사립   | 전라남도 영암군 군서면 도갑사로 306                               |                                                                     |
| 도산안창호기념관            | 사립   | 서울특별시 강남구 도산대로45길 18                                 | 보관됨 2006-10-14 - 웨이백 머신                                     |
| 독도박물관                  | 공립   | 경상북도 울릉군 울릉읍 약수터길 90-17                             |                                                                     |
| 독립기념관                  | 사립   | 충청남도 천안시 동남구 목천읍 삼방로 95                           |                                                                     |
| 동국대학교 경주박물관       | 대학교 | 경상북도 경주시 동대로 123                                        |                                                                     |
| 동국대학교 박물관           | 대학교 | 서울특별시 중구 필동로1길 30                                      |                                                                     |
| 동덕여자대학교 박물관       | 대학교 | 서울특별시 성북구 화랑로13길 60                                   |                                                                     |
| 동산도기박물관              | 사립   | 1관: 대전광역시 서구 조달청길 36 2관: 대전광역시 대덕구 중리로 31 |                                                                     |
| 동신대학교 문화박물관       | 대학교 | 전라남도 나주시 건재로 185                                        |                                                                     |
| 동아대학교 박물관           | 대학교 | 부산광역시 서구 동대신동3가 1                                     |                                                                     |
| 동의대학교 박물관           | 대학교 | 부산광역시 부산진구 엄광로 995                                    |                                                                     |
| 동진수리민속박물관          | 사립   | 전북특별자치도 김제시 화동길 112                                  |                                                                     |
| 두루뫼박물관                | 사립   | 경기도 파주시 법원읍 초리골길 278                                 |                                                                     |
| 둥지박물관                  | 사립   | 경기 용인시 처인구 원삼면 후평로 165-15                           |                                                                     |
| 디 아모레 뮤지움            | 사립   | 경기도 용인시 기흥구 용구대로 1920                                | 보관됨 2014-03-31 - 웨이백 머신                                     |
| 떡부엌살림박물관            | 사립   | 서울특별시 종로구 돈화문로 71                                     |                                                                     |
| 로댕갤러리                  | 사립   | 서울특별시 중구 세종대로 55 삼성생명빌딩 1층                      |                                                                     |
| 롯데월드민속박물관          | 사립   | 서울특별시 송파구 올림픽로 240                                    |                                                                     |

## ㅁ
| 박물관             | 종류   | 주소                                                 | 웹사이트                         |
| ------------------ | ------ | ---------------------------------------------------- | -------------------------------- |
| 마가미술관         | 사립   | 경기도 용인시 처인구 모현면 문형동림로101번길 37     | 보관됨 2014-05-08 - 웨이백 머신  |
| 마사박물관         | 사립   | 경기도 과천시 경마공원대로 107 KRA 마사박물관        |                                  |
| 마산시립문신미술관 | 공립   | 경상남도 창원시 마산합포구 문신길 147                | [ 깨진 링크 ( 과거 내용 찾기 ) ] |
| 만해기념관         | 사립   | 경기도 광주시 남한산성면 남한산성로792번길 24-7      |                                  |
| 만해문학박물관     | 사립   | 강원특별자치도 인제군 북면 만해로 91 백담사 만해마을 |                                  |
| 명지대학교 박물관  | 대학교 | 경기도 용인시 처인구 명지로 116                      |                                  |
| 모란미술관         | 사립   | 경기도 남양주시 화도읍 경춘로2110번길 8              |                                  |
| 목아박물관         | 사립   | 경기도 여주시 강천면 이문안길 21                     |                                  |
| 목암미술관         | 사립   | 경기도 고양시 덕양구 호국로1907번길 150              |                                  |
| 목인박물관         | 사립   | 서울특별시 종로구 인사동11길 20                      |                                  |
| 목포대학교 박물관  | 대학교 | 전라남도 무안군 청계면 영산로 1666                   |                                  |
| 목포자연사박물관   | 공립   | 전라남도 목포시 남농로 135                           | 보관됨 2011-11-19 - 웨이백 머신  |
| 무릉박물관         | 사립   | 강원도 원주시 흥업면 사제로 399-10                   | 보관됨 2014-03-02 - 웨이백 머신  |
| 무애원도예박물관   | 사립   | 인천광역시 강화군 하점면 고려산로 119                | [http://                         |
| 무의자미술관       | 사립   | 경기도 남양주시 평내로 9                             | [http://                         |
| 문경새재박물관     | 공립   | 경상북도 문경시 문경읍 상초리 242-1                  | [http://                         |
| 문경석탄박물관     | 공립   | 경상북도 문경시 가은읍 왕능길 112                    |                                  |
| 미리벌민속박물관   | 사립   | 경상남도 밀양시 초동면 초동중앙로 439                |                                  |
| 밀알미술관         | 사립   | 서울특별시 강남구 일원로 90                          |                                  |
| 밀양시립박물관     | 공립   | 경상남도 밀양시 밀양대공원로 100                     |                                  |

## ㅂ
| 박물관                  | 종류   | 주소                                                | 웹사이트                        |
| ----------------------- | ------ | --------------------------------------------------- | ------------------------------- |
| 바탕골미술관            | 사립   | 경기도 양평군 강하면 강남로 50                      |                                 |
| 방림원                  | 사립   | 제주특별자치도 제주시 한경면 용금로 864             |                                 |
| 배다리술박물관          | 사립   | 경기도 고양시 덕양구 수역이길 120-24                |                                 |
| 배재대학교 박물관       | 대학교 | 대전광역시 서구 배재로 155-40                       | [http://                        |
| 백남준아트센터          | 공립   | 경기도 용인시 기흥구 백남준로 10                    |                                 |
| 백범기념관              | 사립   | 서울특별시 용산구 임정로 26                         |                                 |
| 별난물건롤링볼박물관    | 사립   | 서울특별시 중구 정동길 3 경향신문 빌딩 2층          | 보관됨 2014-04-07 - 웨이백 머신 |
| 보나장신구박물관        | 사립   | 서울특별시 종로구 인사동길 9                        | 보관됨 2014-02-21 - 웨이백 머신 |
| 보령석탄박물관          | 공립   | 충청남도 보령시 성주면 성주산로 508                 |                                 |
| 보성군립백민미술관      | 공립   | 전라남도 보성군 문덕면 죽산길 168-14                | [http://                        |
| 복권박물관              | 사립   | 충청남도 천안시 동남구 문암로 283 국민은행연수원 내 | [http://                        |
| 복천박물관              | 공립   | 부산광역시 동래구 복천로 66                         |                                 |
| 부경대학교 박물관       | 대학교 | 부산광역시 남구 용소로 45                           | [http://                        |
| 부산광역시립미술관      | 공립   | 부산광역시 해운대구 APEC로 58                       |                                 |
| 부산대학교 박물관       | 대학교 | 부산광역시 금정구 부산대학로63번길 2                |                                 |
| 부산박물관              | 공립   | 부산광역시 남구 유엔평화로 63                       |                                 |
| 부산여자대학교 茶박물관 | 대학교 | 부산광역시 부산진구 진남로 506                      | [http://                        |
| 부천교육박물관          | 공립   | 경기도 부천시 소사로 482 부천종합운동장 내          |                                 |
| 부천로보파크전시관      | 사립   | 경기도 부천시 평천로 655                            |                                 |
| 부천수석박물관          | 공립   | 경기도 부천시 소사로 482 부천종합운동장 내          |                                 |
| 부천유럽자기박물관      | 공립   | 경기도 부천시 소사로 482 부천종합운동장 내          |                                 |
| 북촌미술관              | 사립   | 서울시 종로구 북촌로7길 4 청남문화원 1F             |                                 |
| 분당자연박물관          | 사립   | 경기도 성남시 분당구 정자동 253 주택전시관 3층      | [http://                        |

## ㅅ
| 박물관                          | 종류   | 주소                                                    | 웹사이트                         |
| ------------------------------- | ------ | ------------------------------------------------------- | -------------------------------- |
| 사람박물관 얼굴                 | 사립   | 경기도 광주시 남종면 분원길 3-6                         |                                  |
| 사비나미술관                    | 사립   | 서울특별시 은평구 진관1로 93                            |                                  |
| 산림박물관                      | 국립   | 경기도 포천시 소흘읍 광릉수목원로 415                   |                                  |
| 삼성교통박물관                  | 사립   | 경기도 용인시 처인구 포곡읍 에버랜드로376번길 171       |                                  |
| 삼성미술관 Leeum                | 사립   | 서울특별시 용산구 이태원로55길 60-16                    |                                  |
| 삼성어린이박물관                | 사립   | 서울특별시 송파구 신천동 7-26                           |                                  |
| 삼성출판박물관                  | 사립   | 서울특별시 종로구 비봉길 2-2                            |                                  |
| 삼육대학교 박물관               | 대학교 | 서울특별시 노원구 화랑로 815                            |                                  |
| 삼척시립박물관                  | 공립   | 강원특별자치도 삼척시 엑스포로 54                       |                                  |
| 상명대학교 박물관               | 대학교 | 서울특별시 종로구 평창문화로 151                        |                                  |
| 상원미술관                      | 사립   | 서울특별시 종로구 평창31길 27                           |                                  |
| 상주자전거박물관                | 시립   | 경상북도 상주시 용마로 415                              | 보관됨 2014-04-07 - 웨이백 머신  |
| 샬트르성바오로수녀회역사박물관  | 사립   | 서울특별시 중구 명동길 74-2 샬트르성바오로수녀회        | 보관됨 2014-04-07 - 웨이백 머신  |
| 생명과학박물관                  | 사립   | 서울특별시 양천구 목동동로 206-1                        |                                  |
| 서강대학교 박물관               | 대학교 | 서울특별시 마포구 백범로 35                             |                                  |
| 서귀포감귤박물관                | 공립   | 제주특별자치도 서귀포시 효돈순환로 441                  |                                  |
| 서귀포시기당미술관              | 공립   | 제주특별자치도 서귀포시 남성중로153번길 15              |                                  |
| 서귀포시립이중섭미술관          | 공립   | 제주특별자치도 서귀포시 태평로371번길 7                 |                                  |
| 서귀포이승만자료관              | 사립   | 제주특별자치도 서귀포시 칠십리로 228-13                 |                                  |
| 서대문자연사박물관              | 공립   | 서울특별시 서대문구 박물관길 25                         |                                  |
| 서울교육사료관                  | 공립   | 서울특별시 종로구 북촌길 19                             |                                  |
| 서울대학교 박물관               | 대학교 | 서울특별시 관악구 관악로 1                              |                                  |
| 서울디자인박물관                | 사립   | 서울특별시 종로구 창덕궁5길 22-8                        |                                  |
| 서울보건대범석박물관            | 대학교 | 경기도 성남시 수정구 산성대로 553                       |                                  |
| 서울시립대학교 박물관           | 대학교 | 서울특별시 동대문구 서울시립대로 163                    |                                  |
| 서울시립미술관                  | 공립   | 서울특별시 중구 덕수궁길 61                             |                                  |
| 서울시립미술관경희궁분관        | 공립   | 서울특별시 중구 새문안로 45                             |                                  |
| 서울시립미술관남서울분관        | 공립   | 서울특별시 관악구 남부순환로 2076                       |                                  |
| 서울여자대학교 박물관           | 대학교 | 서울특별시 노원구 화랑로 621                            |                                  |
| 서울역사박물관                  | 공립   | 서울특별시 종로구 새문안로 55                           |                                  |
| 서울올림픽기념관                | 사립   | 서울특별시 송파구 올림픽로 424                          |                                  |
| 서원대학교 한국교육자료박물관   | 대학교 | 충청북도 청주시 서원구(구 흥덕구 모충동) 무심서로 377-3 |                                  |
| 석봉도자기미술관                | 사립   | 강원특별자치도 속초시 엑스포로 156                      |                                  |
| 석부작테마공원                  | 사립   | 제주특별자치도 서귀포시 일주동로 8941                   |                                  |
| 선바위미술관                    | 사립   | 경기도 과천시 무네미길 34                               | [http://                         |
| 선암사성보박물관                | 사립   | 전라남도 순천시 승주읍 선암사길 450                     |                                  |
| 선화기독교미술관                | 사립   | 대전광역시 서구 계룡로264번길 2 선화교회                | [http://                         |
| 설록차뮤지엄오설록              | 사립   | 제주특별자치도 서귀포시 안덕면 신화역사로 425           |                                  |
| 성곡미술관                      | 사립   | 서울특별시 종로구 경희궁길 42                           |                                  |
| 성균관대학교 박물관             | 대학교 | 서울특별시 종로구 성균관로 41                           |                                  |
| 성신여자대학교 박물관           | 대학교 | 서울특별시 성북구 보문로34다길 2                        |                                  |
| 성암고서박물관                  | 사립   | 서울특별시 중구 세종대로21길 22                         | [http://                         |
| 성호기념관                      | 공립   | 경기도 안산시 상록구 성호로 131                         | 보관됨 2009-08-19 - 웨이백 머신  |
| 세계 장신구 박물관              | 사립   | 서울특별시 종로구 북촌로5나길 2                         |                                  |
| 세종대왕유적관리소              | 국립   | 경기도 여주시 능서면 영릉로 269-50                      |                                  |
| 세종대학교 박물관               | 대학교 | 서울특별시 광진구 능동로 209                            | [http://                         |
| 세중옛돌박물관                  | 사립   | 경기도 용인시 처인구 양지면 양대로 155                  |                                  |
| 소리섬박물관                    | 사립   | 제주특별자치도 서귀포시 중문관광로110번길 15            | [http://                         |
| 소마미술관                      | 사립   | 서울특별시 송파구 올림픽로 424                          |                                  |
| 소전미술관                      | 사립   | 경기도 시흥시 소래산길 41                               | [http://                         |
| 송광매기념관                    | 사립   | 대구광역시 동구 팔공산로 225-34                         | [http://                         |
| 송광사성보박물관                | 사립   | 전라남도 순천시 송광면 송광사안길 100                   |                                  |
| 쇳대박물관                      | 사립   | 서울특별시 종로구 이화장길 100                          |                                  |
| 수덕사근역성보관                | 사립   | 충청남도 예산군 덕산면 수덕사안길 79                    |                                  |
| 수원대학교 박물관               | 대학교 | 경기도 화성시 봉담읍 와우안길 17                        |                                  |
| 숙명여자대학교 박물관           | 대학교 | 서울특별시 용산구 청파로47길 100                        |                                  |
| 숙명여자대학교 정영양자수박물관 | 대학교 | 서울특별시 용산구 청파로47길 100                        |                                  |
| 순천대학교 박물관               | 대학교 | 전라남도 순천시 중앙로 255                              |                                  |
| 술박물관 리쿼리움               | 사립   | 충청북도 충주시 중앙탑면 탑정안길 12                    | 보관됨 2014-02-26 - 웨이백 머신  |
| 숭실대학교 한국기독교박물관     | 대학교 | 서울특별시 동작구 상도로 369                            | [ 깨진 링크 ( 과거 내용 찾기 ) ] |
| 쉼박물관                        | 사립   | 서울특별시 종로구 세검정로 209-17                       | 보관됨 2014-04-07 - 웨이백 머신  |
| 스페이스 몸 미술관              | 사립   | 충청북도 청주시 흥덕구 풍년로 162                       |                                  |
| 시안미술관                      | 사립   | 경상북도 영천시 화산면 가래실로 364                     |                                  |
| 신라대학교 박물관               | 대학교 | 부산광역시 사상구 백양대로700번길 140                   |                                  |
| 신문박물관                      | 사립   | 서울특별시 종로구 청계천로 1 동아미디어센터 3,4층       |                                  |
| 신미술관                        | 사립   | 충청북도 청주시 서원구 호국로97번길 30                  |                                  |
| 신세계한국상업사박물관          | 사립   | 경기도 용인시 처인구 남사면 화곡로 77                   |                                  |
| 신영영화박물관                  | 사립   | 제주특별자치도 서귀포시 남원읍 태위로 536               |                                  |
| 실학박물관                      | 공립   | 경기도 남양주시 조안면 다산로747번길 16                 |                                  |

## ㅇ
| 박물관                               | 종류   | 주소                                                 | 웹사이트                        |
| ------------------------------------ | ------ | ---------------------------------------------------- | ------------------------------- |
| 아주대학교 박물관                    | 대학교 | 경기도 수원시 영통구 월드컵로 206                    | 보관됨 2014-04-07 - 웨이백 머신 |
| 아천미술관                           | 사립   | 전라남도 영암군 신북면 하정길 12-7                   |                                 |
| 안동대학교 박물관                    | 대학교 | 경상북도 안동시 경동로 1375                          |                                 |
| 아트선재미술관                       | 사립   | 경상북도 경주시 신평동 370                           |                                 |
| 아트선재센터                         | 사립   | 서울특별시 종로구 율곡로3길 87                       | 보관됨 2013-06-21 - 웨이백 머신 |
| 아트센터나비                         | 사립   | 서울특별시 종로구 서린동 99 SK본사빌딩 4층           |                                 |
| 아프리카박물관                       | 사립   | 제주특별자치도 서귀포시 대포동 1833                  |                                 |
| 안동소주박물관                       | 사립   | 경상북도 안동시 수상동 280                           |                                 |
| 안동시립민속박물관                   | 공립   | 경상북도 안동시 민속촌길 13                          |                                 |
| 안성맞춤박물관                       | 공립   | 경기도 안성시 대덕면 서동대로 4726-15                | 보관됨 2015-09-23 - 웨이백 머신 |
| 양구군립박수근미술관                 | 공립   | 강원특별자치도 양구군 양구읍 정림리 131-1            |                                 |
| 양구선사박물관                       | 공립   | 강원특별자치도 양구군 양구읍 박수근로 265-15         | 보관됨 2013-05-23 - 웨이백 머신 |
| 에디슨사이언스뮤지엄                 | 사립   | 강원특별자치도 강릉시 송정동 216-15                  |                                 |
| 여성생활사박물관(채현천연염색연구소) | 사립   | 경기도 여주시 강천면 강천로 324-20                   |                                 |
| 여주박물관(구 여주군향토사료관)      | 공립   | 경기도 여주시 천송동 545-1                           |                                 |
| 여주잠사민속박물관                   | 사립   | 경기도 여주시 교동 299-5                             |                                 |
| 여진불교미술관                       | 사립   | 대전광역시 유성구 엑스포로 624                       |                                 |
| 연기향토사료관                       | 사립   | 세종특별자치시 연서면 양대길 34-4                    |                                 |
| 연세대학교 박물관                    | 대학교 | 서울특별시 서대문구 연세로 50                        |                                 |
| 연세대학교 원주박물관                | 대학교 | 강원특별자치도 원주시 흥업면 연세대길 1              |                                 |
| 연세대학교 의과대학동은의학박물관    | 대학교 | 서울특별시 서대문구 연세로 50                        |                                 |
| 영남대학교 박물관                    | 대학교 | 경상북도 경산시 대학로 292                           |                                 |
| 영동난계국악박물관                   | 공립   | 충청북도 영동군 심천면 국악로 9                      |                                 |
| 영월책박물관                         | 사립   | 강원도 영월군 한반도면 광전리 271-2                  |                                 |
| 영은미술관                           | 사립   | 경기도 광주시 쌍령동 8-1                             |                                 |
| 영인문학관                           | 사립   | 서울특별시 종로구 평창동 474-27                      |                                 |
| 영일민속박물관                       | 공립   | 경상북도 포항시 북구 흥해읍 성내리 39-8              |                                 |
| 영집궁시전시관                       | 사립   | 경기도 파주시 탄현면 법흥 2리 242-5                  |                                 |
| 예뿌리민속박물관                     | 사립   | 충청북도 청원군(청주시 상당구) 가덕면 금거1길 10     |                                 |
| 예술의전당 서울서예박물관            | 사립   | 서울특별시 서초구 남부순환로 2406                    |                                 |
| 예술의전당 한가람디자인미술관        | 사립   | 서울특별시 서초구 서초동 남부순환로 2406             |                                 |
| 예술의전당 한가람미술관              | 사립   | 서울특별시 서초구 남부순환로 2406                    |                                 |
| 옛터민속박물관                       | 사립   | 대전광역시 동구 산내로 321-35                        |                                 |
| 온양민속박물관                       | 사립   | 충청남도 아산시 온양3동 403-1                        |                                 |
| 옹기민속박물관                       | 사립   | 서울특별시 도봉구 쌍문1동 497-15                     |                                 |
| 왈츠&닥터만 커피박물관               | 사립   | 경기 남양주시 조안면 삼봉리 272                      |                                 |
| 외교박물관                           | 국립   | 서울특별시 서초구 서초2동 1376-2 외교안보연구원      |                                 |
| 외도보타니아                         | 사립   | 경상남도 거제시 일운면 와현리 산109                  |                                 |
| 용인대학교 박물관                    | 대학교 | 경기도 용인시 처인구 삼가동 470                      |                                 |
| 우리은행 은행사박물관                | 사립   | 서울특별시 중구 소공로 51 우리은행 본점              |                                 |
| 우정박물관                           | 국립   | 충청남도 천안시 동남구 유량동 정보통신 공무원교육원  |                                 |
| 우제길미술관                         | 사립   | 광주광역시 동구 운림동 647                           |                                 |
| 운보미술관(전 운향미술관)            | 사립   | 충청북도 청원군(청주시 청원구) 내수읍 형동2길 92-41  |                                 |
| 운우판화미술관                       | 사립   | 서울특별시 성북구 성북동 55-1                        |                                 |
| 울산대학교 박물관                    | 대학교 | 울산광역시 남구 무거2동 산29                         |                                 |
| 울트라건축박물관                     | 사립   | 서울특별시 양천구 신정1동 1031-7 메디바이오플렉스 B1 |                                 |
| 웅진초등교육박물관                   | 사립   | 충청남도 공주시 우성면 내산리 446-5                  |                                 |
| 원광대학교 박물관                    | 대학교 | 전북특별자치도 익산시 신용동 344-2                   |                                 |
| 원불교역사박물관                     | 사립   | 전북특별자치도 익산시 신룡동 344-2                   |                                 |
| 월전미술관                           | 사립   | 서울특별시 종로구 팔판동 35-1                        |                                 |
| 월정사성보박물관                     | 사립   | 강원도 평창군 진부면 동산리 63                       |                                 |
| 위덕대학교 박물관                    | 대학교 | 경상북도 경주시 강동면 유금리 525                    |                                 |
| 육군사관학교육군박물관               | 대학교 | 서울특별시 노원구 공릉동 사서함 77-1                 |                                 |
| 의재미술관                           | 사립   | 광주광역시 동구 운림동 85-1                          |                                 |
| 의학박물관                           | 사립   | 서울특별시 종로구 연건동 28 서울대학교병원내         |                                 |
| 이영미술관                           | 사립   | 경기도 용인시 기흥구 영덕동 221                      |                                 |
| 이응노미술관                         | 사립   | 서울특별시 종로구 평창동 512-2                       |                                 |
| 이천시립박물관                       | 공립   | 경기도 이천시 엑스포길 93 (관고동 418-3)             |                                 |
| 이화여자대학교 박물관                | 대학교 | 서울특별시 서대문구 이화여대길 26 (대현동 11-1)      |                                 |
| 이화여자대학교 자연사박물관          | 대학교 | 서울특별시 서대문구 대현동 11-1                      |                                 |
| 인천광역시립박물관                   | 공립   | 인천광역시 연수구 옥련동 산525                       |                                 |
| 인천어린이박물관                     | 사립   | 인천광역시 남구 문학동 482 문학경기장내              |                                 |
| 인하대학교 박물관                    | 대학교 | 인천광역시 남구 용현동 253                           |                                 |
| 일민미술관                           | 사립   | 서울특별시 종로구 세종로 139 (동아일보 광화문사옥)   |                                 |
| 일본군위안부역사관                   | 사립   | 경기도 광주시 퇴촌면 원당리 65                       |                                 |
| 임립미술관                           | 사립   | 충청남도 공주시 계룡면 봉곡길 77-13                  |                                 |

## ㅈ
| 박물관                     | 종류   | 주소                                                                | 웹사이트 |
| -------------------------- | ------ | ------------------------------------------------------------------- | -------- |
| 자연사박물관 우석헌        | 사립   | 경기도 남양주시 진접읍 내각리 587                                   |          |
| 자연생태박물관             | 공립   | 경기도 부천시 원미구 춘의동 381                                     |          |
| 자연생태박물관(들꽃수목원) | 사립   | 경기도 양평군 양평읍 오빈리 365-5                                   |          |
| 자연염색박물관             | 사립   | 대구광역시 동구 중대동 467                                          |          |
| 자유수호평화박물관         | 공립   | 경기도 동두천시 상봉암동 162-10                                     |          |
| 잠사과학박물관             | 공립   | 경기도 수원시 권선구 서둔동 61                                      |          |
| 장신회신학대박물관         | 대학교 | 서울특별시 광진구 광장동 353                                        |          |
| 전곡선사박물관             | 공립   | 경기도 연천군 전곡읍 전곡리 76-1                                    |          |
| 전기박물관                 | 사립   | 서울특별시 서초구 서초동 1355                                       |          |
| 전남대학교 박물관          | 대학교 | 광주광역시 북구 용봉동 300                                          |          |
| 전라남도농업박물관         | 공립   | 전라남도 영암군 삼호면 나불리 307                                   |          |
| 전라남도옥과미술관         | 공립   | 전라남도 곡성군 옥과면 옥과리 산1-3                                 |          |
| 전북대학교 부속박물관      | 대학교 | 전북특별자치도 전주시 덕진구 덕진동1가 664-14                       |          |
| 전원미술관                 | 사립   | 인천광역시 강화군 송해면 솔정리 502-2                               |          |
| 전쟁기념관                 | 공립   | 서울특별시 용산구 용산동 1-8                                        |          |
| 전주교대박물관             | 대학교 | 전북 전주시 완산구 동서학동 128                                     |          |
| 전주대학교 박물관          | 대학교 | 전북특별자치도 전주시 완산구 효자동3가 1200                         |          |
| 전주역사박물관             | 공립   | 전북특별자치도 전주시 완산구 효자동2가 892-2                        |          |
| 제비울미술관               | 사립   | 경기도 과천시 갈현동 산 38-1                                        |          |
| 제주교육박물관             | 공립   | 제주특별자치도 제주시 이도2동 539-14                                |          |
| 제주금오당미술관           | 사립   | 제주특별자치도 제주시 연동 252-20                                   |          |
| 제주대학교 박물관          | 대학교 | 제주특별자치도 제주시 아라1동 1                                     |          |
| 제주민속박물관             | 사립   | 제주특별자치도 제주시 삼사석로 289호                                |          |
| 제주민속촌박물관           | 사립   | 제주특별자치도 서귀포시 표선면 표선리 40-1                          |          |
| 제주도민속자연사박물관     | 공립   | 제주특별자치도 제주시 일도2동 996-1                                 |          |
| 조명박물관(필룩스)         | 사립   | 경기도 양주시 광적면 석우리 624-8                                   |          |
| 조선관요박물관             | 사립   | 경기도 광주시 곤지암읍 삼리 산26-9                                  |          |
| 조선대학교 미술관          | 대학교 | 광주광역시 동구 서석동 375                                          |          |
| 조선대학교 박물관          | 대학교 | 광주광역시 동구 서석동 375                                          |          |
| 조흥금융박물관             | 사립   | 서울특별시 중구 태평로1가 62-12                                     |          |
| 종이미술박물관             | 사립   | 서울특별시 종로구 장충동1가 62-35 종이나라빌딩 3층                  |          |
| 죽포미술관                 | 사립   | 경기도 여주시 산북면 고촌길 26-10                                   |          |
| 중남미문화원병설박물관     | 사립   | 경기도 고양시 덕양구 고양동 302-1                                   |          |
| 중앙대박물관               | 대학교 | 경기도 안성시 대덕면 내리 산72-1                                    |          |
| 증권박물관                 | 사립   | 경기도 고양시 일산동구 백석동 1328 증권예탁결제원 6층               |          |
| 지구촌민속교육박물관       | 공립   | 서울특별시 중구 회현동1가 100-177 서울특별시교육연구정보원 2층, 3층 |          |
| 지적박물관                 | 사립   | 충청북도 제천시 금성면 양화리 623                                   |          |
| 직지성보박물관             | 사립   | 경상북도 김천시 대항면 운수리 216                                   |          |
| 종박물관                   | 공립   | 충청북도 진천군 진천읍 장관리 710                                   |          |
| 짚풀생활사박물관           | 사립   | 서울특별시 종로구 명륜동 2가 8-4                                    |          |

## ㅊ ~ ㅍ
| 박물관                       | 종류   | 주소                                                       | 웹사이트                         |  |
| ---------------------------- | ------ | ---------------------------------------------------------- | -------------------------------- |  |
| 참소리축음기에디슨박물관     | 사립   | 강원특별자치도 강릉시 저동 36-1                            |                                  |  |
| 창녕박물관                   | 공립   | 경상남도 창녕군 창녕읍 교리 87-1                           |                                  |  |
| 창원대박물관                 | 대학교 | 경상남도 창원시 의창구 소나무5길 65 (사림동 9)             |                                  |  |
| 창조자연사박물관             | 사립   | 경기도 시흥시 신천동 184-7                                 |                                  |  |
| 철도박물관                   | 국립   | 경기도 의왕시 월암동 374-1                                 |                                  |  |
| 철박물관                     | 사립   | 충청북도 음성군 감곡면 오행리 97                           |                                  |  |
| 청암미술관                   | 사립   | 서울특별시 광진구 화양동 307                               |                                  |  |
| 청강문화산업대만화역사박물관 | 대학교 | 경기도 이천시 마장면 해월리 37                             |                                  |  |
| 청주고인쇄박물관             | 공립   | 충청북도 청주시 흥덕구 운천동 866                          | 흥덕사지                         |  |
| 청주교대박물관               | 대학교 | 충청북도 청주시 흥덕구 수곡1동 135(서원구 청남로 2065)     |                                  |  |
| 청주대학교 박물관            | 대학교 | 충청북도 청주시 상당구 내덕동 36(청원구 대성로 298)        |                                  |  |
| 청주백제유물전시관           | 공립   | 충청북도 청주시 흥덕구 신봉동 139-6                        |                                  |  |
| 청주옹기박물관               | 사립   | 충청북도 청주시 상당구 명암동 80-6                         |                                  |  |
| 체신기념관                   | 국립   | 서울특별시 종로구 견지동 39-7                              |                                  |  |
| 초전섬유퀼트박물관           | 사립   | 서울특별시 중구 남산동1가 20                               |                                  |  |
| 초콜릿박물관                 | 사립   | 제주특별자치도 서귀포시 대정읍 일과리 551 농공단지         |                                  |  |
| 춘천교육대학교 박물관        | 대학교 | 강원특별자치도 춘천시 석사동 339                           |                                  |  |
| 충남대학교 박물관            | 대학교 | 대전광역시 유성구 궁동 220                                 |                                  |  |
| 충남대학교 자연사박물관      | 대학교 | 대전광역시 유성구 궁동 220                                 | [ 깨진 링크 ( 과거 내용 찾기 ) ] |  |
| 충남전기통신박물관           | 사립   | 대전광역시 중구 산성동 279-11 남대전지점 3층               |                                  |  |
| 충북대학교 박물관            | 대학교 | 충청북도 청주시 흥덕구 개신동 12(서원구 내수동로 52)       |                                  |  |
| 충주박물관                   | 공립   | 충청북도 충주시 중앙탑면 중앙탑길 112-28                   |                                  |  |
| 충청대학교 박물관            | 대학교 | 충청북도 청원군 강내면 월곡리 330(흥덕구 강내면 월곡리 38) |                                  |  |
| 충현박물관                   | 사립   | 경기도 광명시 소하2동 1085-16                              |                                  |  |
| 치악민속박물관               | 사립   | 강원특별자치도 원주시 행구동 75-4                          |                                  |  |
| 치악산명주사고판화박물관     | 사립   | 강원특별자치도 원주시 신림면 황둔리 1706-6                 |                                  |  |
| 치우금속공예관               | 사립   | 서울특별시 서초구 우면동 610-11                            |                                  |  |
| 칠백의총기념관               | 국립   | 충청남도 금산군 금성면 의총리 216                          | [ 깨진 링크 ( 과거 내용 찾기]) ] |  |
| 코리아나화장박물관           | 사립   | 서울특별시 강남구 신사동 627-8                             |                                  |  |
| 태백석탄박물관               | 공립   | 강원도 태백시 소도동 166                                   |                                  |  |
| 태영민속박물관               | 사립   | 충청남도 금산군 남이면 하금리 364-2                        |                                  |  |
| 테디베어뮤지엄               | 사립   | 제주특별자치도 서귀포시 색달동 2889                        |                                  |  |
| 테마동물원 Zoozoo            | 사립   | 경기도 고양시 덕양구 관산동 290                            |                                  |  |
| 토지주택박물관               | 사립   | 경기도 성남시 분당구 정자동 217                            |                                  |  |
| 토탈미술관                   | 사립   | 서울특별시 종로구 평창동 465-16                            |                                  |  |
| 통도사성보박물관             | 사립   | 경남 양산시 하북면 지산리 583                              |                                  |  |
| 통영옻칠미술관               | 사립   | 경남 통영시 용남면 화삼리 658                              |                                  |  |
| 판소리박물관                 | 공립   | 전북 고창군 고창읍 읍내리 24-1                             |                                  |  |
| 팬아시아종이박물관           | 사립   | 전북특별자치도 전주시 팔복동 2가 180                       |                                  |  |
| 평강성서유물박물관           | 사립   | 서울특별시 구로구 오류2동 150-15                           |                                  |  |
| 제주전쟁역사평화박물관       | 사립   | 제주특별자치도 제주시 한경면 청수리 1166                   |                                  |  |
| 포스코미술관                 | 사립   | 서울특별시 강남구 대치4동 892 포스코센터 서관 2층          |                                  |  |
| 포스코역사박물관             | 사립   | 경북 포항시 남구 괴동동 1                                  |                                  |  |
| 풀무원김치박물관             | 사립   | 서울특별시 강남구 삼성동 159 코엑스몰 지하 2층             |                                  |  |

## ㅎ
| 박물관                        | 종류   | 주소                                                                                       | 웹사이트                        |
| ----------------------------- | ------ | ------------------------------------------------------------------------------------------ | ------------------------------- |
| 하남역사박물관                | 공립   | 경기도 하남시 역말로 71                                                                    |                                 |
| 하회동탈박물관                | 사립   | 경상북도 안동시 풍천면 전서로 206                                                          |                                 |
| 한광미술관                    | 사립   | 부산광역시 중구 중앙대로 130 (중앙동4가 82-1)                                              |                                 |
| 한국가구박물관                | 사립   | 서울특별시 성북구 대사관로 121 (성북동 330-577)                                            | 보관됨 2014-01-13 - 웨이백 머신 |
| 한국고건축박물관              | 사립   | 충청남도 예산군 덕산면 홍덕서로 543 (대동리 152-18)                                        |                                 |
| 한국교원대학교 교육박물관     | 대학교 | 충청북도 청주시 흥덕구 강내면 태성탑연로 250 (다락리 산 7) 한국교원대학교 내               |                                 |
| 한국교통대학교 박물관         | 대학교 | 충청북도 충주시 대소원면 대학로 50 (검단리 123) 한국교통대학교 충주캠퍼스 내               |                                 |
| 한국기독교역사박물관          | 사립   | 경기도 이천시 대월면 대평로214번길 10-13 (초지리 474-2)                                    |                                 |
| 한국등잔박물관                | 사립   | 경기도 용인시 처인구 모현면 능곡로56번길 8 (능원리 258-9)                                  |                                 |
| 한국만화박물관                | 공립   | 경기도 부천시 원미구 길주로 1 (상동 529-2) 영상문화단지 내                                 |                                 |
| 한국미술관                    | 사립   | 경기도 용인시 기흥구 마북로 244-2 (마북동 73-1)                                            | 보관됨 2011-05-29 - 웨이백 머신 |
| 한국미술박물관                | 사립   | 서울특별시 종로구 원서동 108-4                                                             |                                 |
| 한국민속촌박물관              | 사립   | 경기도 용인시 기흥구 보라동 107                                                            |                                 |
| 한국미술박물관                | 사립   | 서울특별시 종로구 원서동 108-4                                                             |                                 |
| 한국스키박물관                | 사립   | 강원 고성군 간성읍 흘리 106-28                                                             |                                 |
| 한국외대박물관                | 대학교 | 경기 용인시 처인구 모현면 왕산리 산89                                                      |                                 |
| 한국은행화폐금융박물관        | 국립   | 서울특별시 중구 남대문로3가 110                                                            | 보관됨 2015-02-19 - 웨이백 머신 |
| 한국문인인장박물관            | 사립   | 충청남도 예산군 광시면 운산리 256-2                                                        |                                 |
| 한국자수박물관                | 사립   | 서울특별시 강남구 논현동 89-4                                                              |                                 |
| 한국잠사박물관                | 사립   | 충청북도 청원군 내수읍 청주역로 213-52 (강내면 학천리 175) 충북농업기술원 잠사균이시험장내 | 보관됨 2018-01-09 - 웨이백 머신 |
| 한국잡지박물관                | 사립   | 서울특별시 영등포구 여의도동 44-31 잡지회관내 지하1층                                      |                                 |
| 한국지질자원연구원 지질박물관 | 사립   | 대전 유성구 가정동 30                                                                      |                                 |
| 한국카메라박물관              | 사립   | 서울특별시 관악구 신림본동 10-632                                                          |                                 |
| 한국해양대학교 박물관         | 대학교 | 부산광역시 영도구 동삼동 1                                                                 |                                 |
| 한국현대문학관                | 사립   | 서울특별시 중구 장충동2가 186-210                                                          |                                 |
| 한국현대의상박물관            | 사립   | 서울특별시 중구 남산동3가 13-21                                                            |                                 |
| 한남대학교 자연사박물관       | 대학교 | 대전광역시 대덕구 오정동 133                                                               |                                 |
| 한남대학교 중앙박물관         | 대학교 | 대전광역시 대덕구 오정동 133                                                               |                                 |
| 한독의약박물관                | 사립   | 충북 음성군 대소면 대풍리 37                                                               |                                 |
| 한림민속박물관                | 사립   | 경상남도 김해시 한림면 퇴래리 1107                                                         |                                 |
| 한미사진미술관                | 사립   | 서울특별시 송파구 방이동 45 한미타워 20층                                                  |                                 |
| 한밭교육박물관                | 공립   | 대전광역시 동구 삼성1동 113-1                                                              |                                 |
| 한상수자수박물관              | 사립   | 서울특별시 종로구 가회동 11-32                                                             |                                 |
| 한신대박물관                  | 대학교 | 경기도 오산시 양산동 411                                                                   |                                 |
| 한양대박물관                  | 대학교 | 서울특별시 성동구 행당동 17                                                                |                                 |
| 한얼테마박물관                | 사립   | 경기도 여주시 대신면 대신1로 298                                                           |                                 |
| 한원미술관                    | 사립   | 서울특별시 서초구 서초동 1449-12                                                           |                                 |
| 합덕수리민속박물관            | 공립   | 충청남도 당진시 합덕읍 덕평로 379-9 (합덕리 327)                                           |                                 |
| 항공우주박물관                | 대학교 | 경기도 고양시 덕양구 화전동 200-1 한국항공대학교 내                                        |                                 |
| 항공우주박물관                | 사립   | 경상남도 사천시 사남면 유천리 802                                                          |                                 |
| 향암미술관                    | 사립   | 경북 울진군 온정면 소태리 472-2 (백암온천)                                                 |                                 |
| 해강도자미술관                | 사립   | 경기 이천시 신둔면 수광리 330-1                                                            |                                 |
| 해군사관학교박물관            | 대학교 | 경상남도 창원시 진해구 앵곡동 사서함 88-2-6                                                |                                 |
| 해금강테마박물관              | 사립   | 경남 거제시 남부면 갈곶리 262-5                                                            |                                 |
| 해인사성보박물관              | 사립   | 경상남도 합천군 가야면 치인리 10 해인사 성보박물관                                         |                                 |
| 허준박물관                    | 공립   | 서울특별시 강서구 가양2동 26-5                                                             |                                 |
| 현대도자미술관                | 사립   | 경기도 여주시 현암동 379                                                                   |                                 |
| 현충사관리소                  | 국립   | 충청남도 아산시 염치읍 백암리 100                                                          |                                 |
| 협성대성서고고학박물관        | 대학교 | 경기도 화성시 봉담읍 상리 14                                                               |                                 |
| 혜곡 최순우 기념관            | 사립   | 서울특별시 성북구 성북2동 126-20                                                           |                                 |
| 호림박물관                    | 사립   | 서울특별시 관악구 미성동 1707                                                              |                                 |
| 호암미술관                    | 사립   | 경기 용인시 처인구 포곡읍 가실리 204                                                       |                                 |
| 홍성민속테마박물관            | 사립   | 충청남도 홍성군 구항면 황곡리 85-2                                                         |                                 |
| 홍익대박물관                  | 대학교 | 서울특별시 마포구 상수동 72-1                                                              |                                 |
| 화정박물관                    | 사립   | 서울특별시 종로구 평창동 273-1                                                             |                                 |
| 화폐박물관                    | 사립   | 대전광역시 유성구 가정동 35 한국조폐공사                                                   |                                 |
| 환기미술관                    | 사립   | 서울특별시 종로구 부암동 환기미술관1길 23                                                  |                                 |

## 같이 보기
- 대한민국의 건축
- 서울특별시의 마천루 목록